# Bernardo Vasconcelos
Bernardo Lino Castro Paes Vasconcelos (ur. 10 czerwca 1979 w Lizbonie) – portugalski piłkarz grający na pozycji napastnika. W sezonie 2013/2014 i 2014/2015 grał w Zawiszy Bydgoszcz. Podczas swojej kariery występował również m.in. w RKC Waalwijk, Omonii Nikozja, Hapoelu Beer Szewa i drugiej drużynie Benfiki Lizbona. Zawodnik posiada także obywatelstwo angolskie.

## Sukcesy

### APOP Kinyras Peyias
- Puchar Cypru (1): 2008/09

### Zawisza Bydgoszcz
- Superpuchar Polski (1): 2014
- Puchar Polski (1): 2013/14